# Juan Bernabé Molina

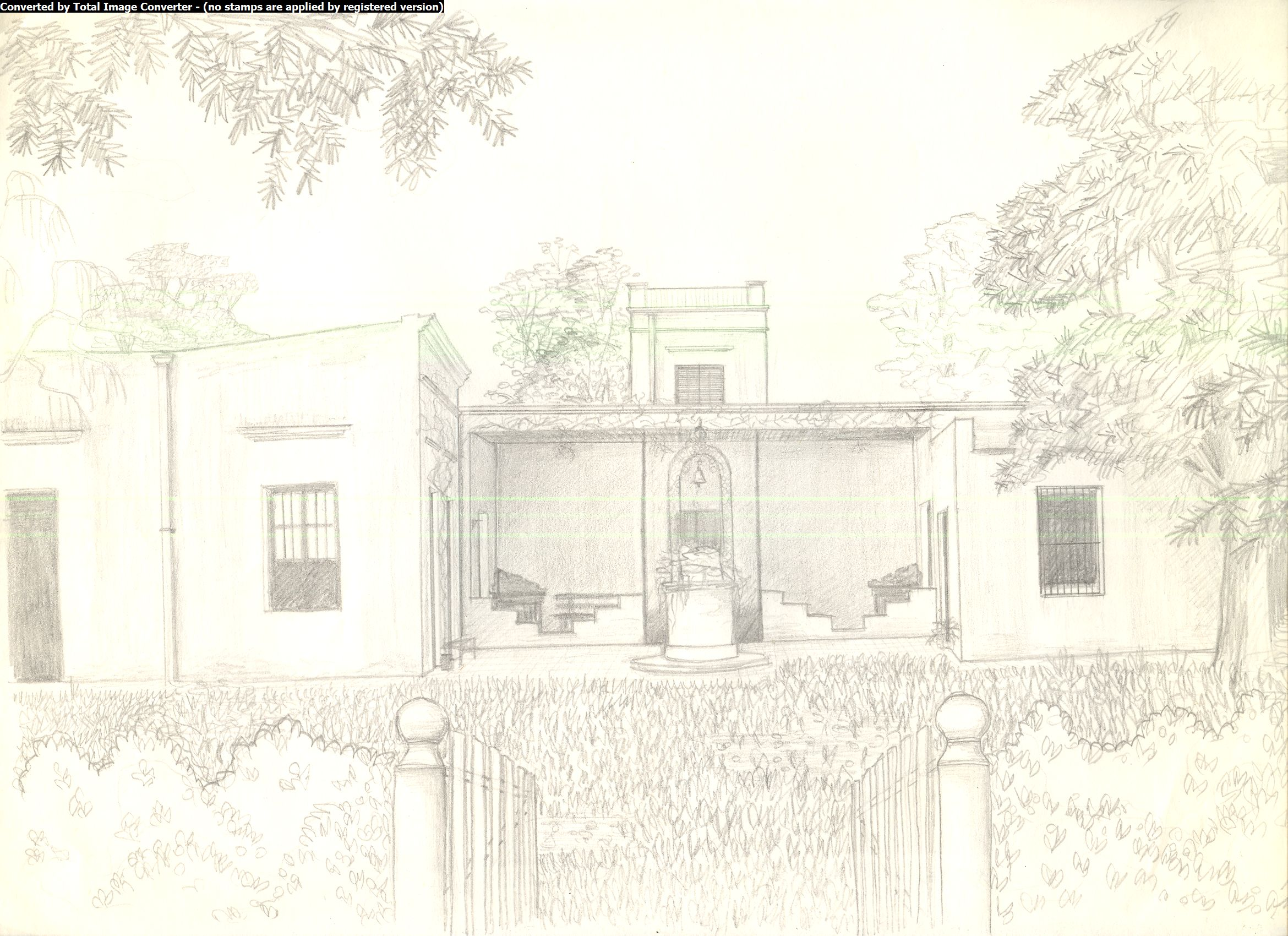
Dibujo de la estancia San Juan, propiedad de Jorge Molina (el fundador del pueblo); en reconstrucción desde el año 2008.

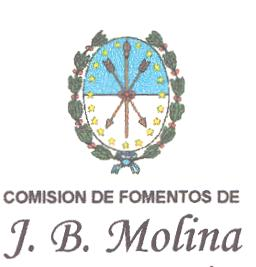
Sello original de la comuna.

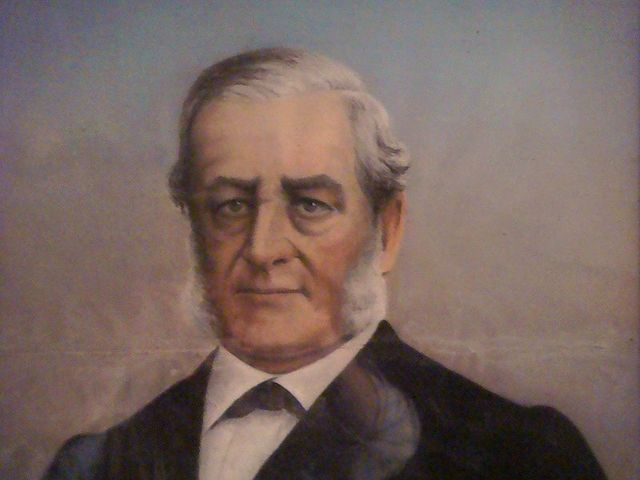
Retrato de Juan Bernabé Molina

Juan Bernabé Molina (coloquialmente J.B. Molina) es una localidad del Departamento Constitución, provincia de Santa Fe, Argentina. Se ubica a 11km de la ruta provincial 90, a 40 km de la ciudad de Villa Constitución (cabecera departamental) y a 13 kilómetros del Arroyo del Medio que marca el límite con la provincia de Buenos Aires.

## Historia

### Reseña familiar de Juan Bernabé Molina
Juan Bernabé Molina nació 11 de junio de 1803. Junto a sus nueve hermanos, era hijo del español Juan Fernández de Molina (1773-1841) y de María Obregón y del Fierro. Se casó en primeras nupcias con María Ángela Valentino Quirno González, con la que tuvo un solo hijo (de quien desciende el famoso pintor argentino Florencio Molina Campos). Después se casó en segundas nupcias con Rita Pinto y García viuda de Molina (la viuda de su hermano Luis José Molina), con quien tuvo cinco hijos, uno de ellos don Jorge Molina, fundador del pueblo. J. B. Molina falleció el 14 de enero de 1871, a los 67 años
Tanto los restos de Juan Bernabé Molina, como los de Jorge Molina, y casi todos sus descendientes, como ser la familia Arauz, familia Sánchez Molina, descansan en el cementerio de la Recoleta, en el panteón de la familia Molina.

### Fundación y primeros años
En sus primeros albores esta localidad era más bien una zona conocida por Arroyo del Medio. Centro que llegaba a tener influencia en las actividades comerciales y agrícolas, hasta los actuales distritos de General Gelly y Cañada Rica, poblaciones estas que lograron sus autonomías en el año 1932 y 1948 respectivamente. Pero la presencia del ferrocarril con anterioridad a la creación del distrito comunal, fue dándole importancia a la zona también conocida por "kilómetro 237" y donde luego se instala una estación de ferrocarril y en torno a ella comienza la formación del pueblo y las inquietudes de pobladores animosos que con evidente visión de progreso zonal surge el interés por verlo constituido en un distrito legalmente formado y rodeado de gente laboriosa. Un grupo de colonos llegados a la pequeña localidad del sur de la provincia de Santa Fe cristaliza las aspiraciones propias del buen vecino, quienes cumpliendo con las normas legales para la fundación del pueblo, las lleva a la realidad de la mano de Jorge Molina (f. en 1915), el cual, en homenaje a su padre, bautiza a esta población con el nombre de Juan Bernabé Molina (n.11-06-1803 y f.el 14-01-1871) el 30 de noviembre de 1908.

### Historia reciente
En 2019, fue elegida para el cargo de presidenta comunal María de los Ángeles Cervigni, siendo su tercer mandato luego de los comprendidos entre los años 2011-2015 tras haber alternado con su compañero de fórmula Claudio Lipori, representando al Movimiento de Integración y Desarrollo (MID), dentro del Frente de Todos. A la vez, trabajaba como médica en el SAMCo local, dónde se contagió de COVID-19 y estuvo internada en el sanatorio Británico, de la ciudad de Rosario, desde el 25 de octubre de 2020. Finalmente, se encontraba a la espera de una intervención quirúrgica por su estado crítico, la cual no pudo llevarse a cabo ya que falleció de un paro cardiorrespiratorio el 10 de noviembre, a la edad de 48 años.

## Geografía

### Población
Cuenta con 1,382 habitantes (Indec, 2010), lo que representa un descenso del 7% frente a los 1,502 habitantes (Indec, 2001) del censo anterior.
| Gráfica de evolución demográfica de Juan Bernabé Molina entre 1991 y 2010 |
|                                                                           |
| Fuente: Censos nacionales del INDEC                                       |

### Sismicidad
El último cimbronazo fue a las 3.20 UTC-3 del 5 de junio de 1888 (ver terremoto del Río de la Plata en 1888). La región responde a las subfallas «del río Paraná», y «del río de la Plata», y a la falla de «Punta del Este», con sismicidad baja; y su última expresión se produjo hace 137 años, con una magnitud aproximadamente de 4,5 en la escala de Richter

## Educación
- Escuela «General Guillermo Pinto», 155 matriculados
- Escuela «Doce de Octubre», 38 matriculados
- Escuela «Juan Bernabé Molina», 104 matriculados

## Creación de la comuna
- 1 de junio de 1910

## Parajes
- Campo Mugueta
- "km 222"
- Estancia San Juan , construida por Juan Bernabé Molina hacia el 1850

## Biblioteca popular
- Biblioteca Juan Bautista Alberdi

## Deportes
El Club Atlético Jorge Molina es la institución donde se practican casi todos los deportes de la localidad, siendo el fútbol y el pádel los dos más practicados. 

## Personajes
- Eduardo Oscar Buzzi (n. 1960): Dirigente gremial Federación Agraria Argentina, político.
- Horacio Manuel Usandizaga (n. 1940): Político, intendente de la ciudad de Rosario, y presidente del Club Atlético Rosario Central.
- Fulvio Salamanca (n. 1921 - m.1999): Excepcional pianista y compositor de tango, actuó durante 17 años en la orquesta de Juan D'Arienzo, siendo partícipe de la primera gira de una orquesta de tango en Japón.
- Alfredo Ricardo Pérez (n. 1929 - m.1994): Defensor que brilló en River Plate -campeón cinco veces-. Se inició en Rosario Central y pasó a River en 1951. Jugó en River hasta 1960.
- Juan Manuel Serrano: Futbolista. Puesto Defensor. Campeón con Rosario Central en 1971.
- Roberto Agustín Pettacci (n. 1951): Periodista deportivo. Redactor de la Agencia de Noticias TELAM. Especialista en boxeo.